# ویشتاسپ (پسر داریوش بزرگ)
ویشتاسپ پسر دوم داریوش بزرگ و آتوسا دختر کوروش بزرگ بود.
او به همراه ماسیشته و هخامنش همگی برادران تنی خشایارشا و نوادگان کوروش بزرگ به حساب می‌آمدند. ویشتاسب در زمان پادشاهی برادرش ساتراپ باختر و سغد بود، وی همچنین شاهزاده‌ای آرام و محبوب نزد برادرش بود چرا که بسیار تحت فرمان پادشاه بود. ویشتاسب در سال ۴۸۰ پیش از میلاد در حمله به یونان شرکت داشت.